# 24173 SLAS
24173 SLAS (1999 XS1) là một tiểu hành tinh vành đai chính được phát hiện ngày 3 tháng 12 năm 1999 bởi J. M. Roe ở Oaxaca.